# Stefan Prein
Stefan Prein (Wuppertal, 27 ottobre 1965) è un pilota motociclistico tedesco.

## Carriera
Prein inizia la sua carriera da pilota professionista in ambito nazionale, vincendo il campionato tedesco della classe 80 nel 1985 alla guida di una Casal. Sempre nel 1985 fa il suo esordio nel motomondiale, correndo il GP di Germania in classe 80, dove ottiene subito dei punti, portando a termine la gara al quinto posto. Nella stessa annata prende parte anche al campionato Europeo Velocità, che chiude quarto con 43 punti, vincendo la prova in Belgio.
Le sue presenze nel motomondiale sono sporadiche fino al 1987 (limitate ai GP corsi in Germania ed in Olanda), mentre nel 1988 corre la sua prima stagione completa da pilota titolare, ottenendo anche il suo primo podio nel contesto iridato, grazie al terzo posto del GP d'Austria, posizionandosi all'ottavo posto della classifica piloti della classe 125 con 59 punti. Nella stessa stagione ottiene un podio e chiude diciottesimo nel Campionato Europeo Velocità Classe 125.
Ottiene un altro piazzamento a podio anche nella stagione 1989 (terzo al GP di Cecoslovacchia) ed inoltre migliora il suo posizionamento nel campionato mondiale, chiudendo settimo con 92 punti. Sempre nel 1989 vince per la seconda volta il campionato tedesco, anche se in questa occasione primeggia nella classe 125.
Il 1990 è la miglior stagione di Prein nel motomondiale, infatti il pilota tedesco ottiene il suo primo giro veloce nella gara inaugurale in Giappone, la sua prima pole position al GP di Gran Bretagna ed anche la sua prima vittoria in occasione del GP di Jugoslavia. Nel computo totale ottiene: 5 giri veloci, 2 pole position, 1 vittoria e 6 posizionamenti a podio. Tali risultati lo classificano terzo nella graduatoria mondiale con 169 punti, sebbene Prein sia giunto al termine del penultimo GP in testa al campionato, prima posizione che ha dovuto cedere a Loris Capirossi, a seguito di una caduta del tedesco in occasione della gara finale.
A partire dal 1991 si sposta nella classe 250, restandovi anche la stagione successiva, ma sia in queste due stagioni ma anche in quelle seguenti Prein non riesce ad ottenere risultati di rilievo, neanche il ritorno nel 1993 alla classe 125 lo riporta ad essere competitivo nelle posizioni di vertice. Prein si ritira pertanto dal motomondiale al termine della stagione 1995, dopo aver corso oltre 100 gare ed aver ottenuto 415 punti in totale.

## Risultati in gara nel motomondiale

### Classe 80
| 1985 | Classe | Moto       |    |  |   |  |    |  |    |    |  |    |    |  |  |  |  | Punti | Pos. |
| ---- | ------ | ---------- | -- |  | - |  | -- |  | -- | -- |  | -- | -- |  |  |  |  | ----- | ---- |
| 1985 | 80     | HuVo-Casal | NE |  | 5 |  | NE |  | 15 | NE |  | NE | NE |  |  |  |  | 6     | 14º  |

| 1986 | Classe | Moto           |  |  |    |  |  |    |    |    |  |    |  |     |  |  |  | Punti | Pos. |
| ---- | ------ | -------------- |  |  | -- |  |  | -- | -- | -- |  | -- |  | --- |  |  |  | ----- | ---- |
| 1986 | 80     | Loeffer e Huvo |  |  | NP |  |  | 21 | NE | NE |  | NE |  | Rit |  |  |  | 0     |      |

| 1987 | Classe | Moto  |    |  |     |  |  |  |    |    |  |    |  |  |  |    |    | Punti | Pos. |
| ---- | ------ | ----- | -- |  | --- |  |  |  | -- | -- |  | -- |  |  |  | -- | -- | ----- | ---- |
| 1987 | 80     | Casal | NE |  | Rit |  |  |  | 13 | NE |  | NE |  |  |  | NE | NE | 0     |      |

| Legenda | 1º posto        | 2º posto            | 3º posto            | A punti      | Senza punti        | Grassetto – Pole position Corsivo – Giro più veloce |
| Legenda | Gara non valida | Non qual./Non part. | Ritirato/Non class. | Squalificato | '-' Dato non disp. | Grassetto – Pole position Corsivo – Giro più veloce |

### Classe 125
| 1986 | Classe | Moto |  |  |  |  |    |  |  |  |  |  |  |     |  |  |  | Punti | Pos. |
| ---- | ------ | ---- |  |  |  |  | -- |  |  |  |  |  |  | --- |  |  |  | ----- | ---- |
| 1986 | 125    | MBA  |  |  |  |  | NE |  |  |  |  |  |  | Rit |  |  |  | 0     |      |

| 1988 | Classe | Moto  |    |    |    |    |    |     |   |   |     |   |     |     |    |   |    | Punti | Pos. |
| ---- | ------ | ----- | -- | -- | -- | -- | -- | --- | - | - | --- | - | --- | --- | -- | - | -- | ----- | ---- |
| 1988 | 125    | Honda | NE | NE | 13 | NE | 11 | Rit | 3 | 6 | Rit | 5 | Rit | Rit | 10 | 7 | NE | 59    | 8º   |

| 1989 | Classe | Moto  |     |   |    |    |    |   |    |    |   |   |     |   |   |   |    | Punti | Pos. |
| ---- | ------ | ----- | --- | - | -- | -- | -- | - | -- | -- | - | - | --- | - | - | - | -- | ----- | ---- |
| 1989 | 125    | Honda | Rit | 4 | NE | 11 | 16 | 6 | 13 | NE | 4 | 6 | Rit | 4 | 6 | 3 | NE | 92    | 7º   |

| 1990 | Classe | Moto  |   |    |   |     |   |   |   |   |   |   |   |   |   |   |     | Punti | Pos. |
| ---- | ------ | ----- | - | -- | - | --- | - | - | - | - | - | - | - | - | - | - | --- | ----- | ---- |
| 1990 | 125    | Honda | 2 | NE | 2 | Rit | 5 | 3 | 1 | 6 | 4 | 3 | 5 | 4 | 2 | 6 | Rit | 169   | 3º   |

| 1993 | Classe | Moto  |    |    |    |    |    |  |  |  |    |    |    |   |    |   |  | Punti | Pos. |
| ---- | ------ | ----- | -- | -- | -- | -- | -- |  |  |  | -- | -- | -- | - | -- | - |  | ----- | ---- |
| 1993 | 125    | Honda | 11 | 13 | 15 | 15 | NC |  |  |  | 14 | 15 | 10 | 8 | 17 | 5 |  | 38    | 15º  |

| 1994 | Classe | Moto   |    |     |    |     |    |    |     |    |    |    |    |    |    |    |  | Punti | Pos. |
| ---- | ------ | ------ | -- | --- | -- | --- | -- | -- | --- | -- | -- | -- | -- | -- | -- | -- |  | ----- | ---- |
| 1994 | 125    | Yamaha | 19 | Rit | 15 | Rit | 16 | 21 | Rit | 16 | 15 | 17 | 11 | 11 | 11 | 21 |  | 17    | 21º  |

| 1995 | Classe | Moto           |    |    |     |  |     |    |    |     |  |     |    |    |    |  |  | Punti | Pos. |
| ---- | ------ | -------------- | -- | -- | --- |  | --- | -- | -- | --- |  | --- | -- | -- | -- |  |  | ----- | ---- |
| 1995 | 125    | Yamaha e Honda | 18 | 14 | Rit |  | Rit | 17 | 19 | Rit |  | Rit | 14 | 17 | 15 |  |  | 4     | 29º  |

| Legenda | 1º posto        | 2º posto            | 3º posto            | A punti      | Senza punti        | Grassetto – Pole position Corsivo – Giro più veloce |
| Legenda | Gara non valida | Non qual./Non part. | Ritirato/Non class. | Squalificato | '-' Dato non disp. | Grassetto – Pole position Corsivo – Giro più veloce |

### Classe 250
| 1991 | Classe | Moto  |    |     |    |    |    |    |    |     |     |     |    |    |    |    |    | Punti | Pos. |
| ---- | ------ | ----- | -- | --- | -- | -- | -- | -- | -- | --- | --- | --- | -- | -- | -- | -- | -- | ----- | ---- |
| 1991 | 250    | Honda | 20 | Rit | 15 | NP | 15 | 10 | 10 | Rit | Rit | Rit | 14 | 15 | 11 | 12 | 14 | 28    | 17º  |

| 1992 | Classe | Moto  |    |    |    |   |    |    |     |     |    |     |     |    |     |  |  | Punti | Pos. |
| ---- | ------ | ----- | -- | -- | -- | - | -- | -- | --- | --- | -- | --- | --- | -- | --- |  |  | ----- | ---- |
| 1992 | 250    | Honda | 17 | 18 | 15 | 9 | 17 | 17 | Rit | Rit | 14 | Rit | Rit | 21 | Rit |  |  | 2     | 22º  |

| Legenda | 1º posto        | 2º posto            | 3º posto            | A punti      | Senza punti        | Grassetto – Pole position Corsivo – Giro più veloce |
| Legenda | Gara non valida | Non qual./Non part. | Ritirato/Non class. | Squalificato | '-' Dato non disp. | Grassetto – Pole position Corsivo – Giro più veloce |